# Italijansko vino
Italijansko vino se proizvodi u svim regionima Italije. Italija je najveći svetski proizvođač vina, sa površinom od 702.000 ha (1.730.000 acres) pod vinogradima, i doprinosi godišnjem proseku od 48,3 miliona hl vina za 2013–2017. U 2018. godini Italija je činila 19 procenata svetske proizvodnje, ispred francuske (17 procenata) i španske (15 procenata). Italijansko vino se izvozi širom sveta i popularno u zemlji među Italijanima, koji u proseku troše 42 litra po glavi stanovnika, što je peto mesto u svetskoj potrošnji vina.
Poreklo vinogradarstva i vinarstva u Italiji rasvetljeno je nedavnim istraživanjima. Ono seže još pre Feničana, Etruraca i grčkih doseljenika, koji su proizvodili vino u Italiji pre nego što su Rimljani zasadili svoje vinograde. Rimljani su uveliko povećali italijansko vinogradarsko područje koristeći efikasne metode vinogradarstva i vinarstva.

## Istorija
Vinova loza se milenijumima uzgaja od divljeg grožđa Vitis vinifera u Italiji. Ranije se verovalo da su vinogradarstvo na Siciliju i južnu Italiju uneli Mikenjani, pošto je poznato da je tradicija vinarstva već bila uspostavljena u Italiji u vreme kada su feničanski i grčki kolonisti stigli na obale Italije oko 1000–800 p.n.e. Međutim, arheološka otkrića na Monte Kroniu 2017. godine otkrila su da je vinogradarstvo na Siciliji cvetalo najmanje od 4000 godina pre nove ere — nekih 3000 godina ranije nego što se mislilo. Takođe na poluostrvu, tragovi bronzanog doba, pa čak i neolitskog gazdovanja vinovom lozom i vinarstva malih razmera mogli bi da sugerišu ranije poreklo nego što se ranije mislilo.
Pod starim Rimom velike plantaže koje su održavali robovi niknule su u mnogim obalnim oblastima Italije i proširile se do te mere da je car Domicijan bio primoran da uništi veliki broj vinograda kako bi oslobodio plodnu zemlju za proizvodnja hrane.
Za to vreme, vinogradarstvo van Italije bilo je zabranjeno rimskim zakonom. Izvoz u provincije je uzvraćen u zamenu za više robova, posebno iz Galije. Trgovina je sa Galijom bila intenzivna, prema Pliniju, jer su stanovnici pili italijansko vino nepomešano i bez ograničenja. Iako neukusno za odrasle, u to vreme je bio običaj da mladi piju vino pomešano sa dobrim delom vode.
Kako su zakoni o provincijskom vinogradarstvu bili ublaženi, ogromni vinogradi su počeli da cvetaju u ostatku Evrope, posebno u Galiji (današnja Francuska) i Hispaniji. To se poklopilo sa uzgojem nove loze, kao što je biturica, predak kabernea. Ovi vinogradi su postali toliko uspešni da je Italija na kraju postala uvozni centar za pokrajinska vina.
U zavisnosti od berbe, moderna Italija je najveći ili drugi po veličini proizvođač vina na svetu. Godine 2005, proizvodnja je iznosila oko 20% ukupne svetske proizvodnje, druga posle Francuske, koja je proizvela 26%. Iste godine, udeo Italije u dolarskoj vrednosti uvoza stonog vina u SAD bio je 32%, Australije 24%, a Francuske 20%. Zajedno sa Australijom, tržišni udeo Italije naglo se povećao poslednjih godina.

## Literatura
- Emlyn Dodd, 'The Archaeology of Wine Production in Roman and pre-Roman Italy.' American Journal of Archaeology 126.3: 443–480. https://doi.org/10.1086/719697
- La Sicilia del Vino, di S. Barresi, E. Iachello, E. Magnano di San Lio, A. Gabbrielli, S. Foti, P. Sessa. Fotografia Giò Martorana, Giuseppe Maimone Editore, Catania 2003
- Kerin O'Keefe, Brunello di Montalcino. Understanding and Appreciating One of Italy's Greatest Wines, University of California Press, 2012.  9780520265646
- Kerin O'Keefe, Barolo and Barbaresco. The King and Queen of Italian Wine, University of California Press, 2014.  9780520273269

## Spoljašnje veze
- Italian Wine Appellations, from the Italian Ministry of Agriculture (IT)
- National Registry of Grape Varieties, from the Italian Ministry of Agriculture (IT)